# WYSIWYG
WYSIWYG je angleška kratica za What You See Is What You Get (slovensko kar vidiš, boš tudi dobil). 
Kratica opisuje programe, pri katerih uporabniški vmesnik omogoča, da uporabnik med delom vidi, kakšen bo končni dokument npr. na papirju.
Večina programov pa po drugi strani omogoča vsaj predogled končnega izdelka. Kadar gre za spletne strani, pa je končni izdelek odvisen tudi ob brskalnika, v katerem jo prikazujemo.